# Ibanez RG
Ibanez RG è una serie di modelli di chitarre elettriche prodotte dal 1987 a oggi dalla Ibanez.
Le prime chitarre della serie RG derivano dalla Ibanez JEM, creata da Steve Vai. La sigla RG significa Roadstar Guitar, da non confondere con la serie Roadstar Guitar, sempre di Ibanez, prodotta negli anni novanta. Le chitarre della serie RG hanno uno stile Super Strat.

## Caratteristiche
La serie RG presenta un manico sottile (Wizard Prestige e Wizard II) con 24 tasti. Il corpo, di tipo solid body, è sottile, con doppia spalla mancante garantendo un miglior accesso ai tasti più alti. Generalmente il corpo è di mogano o tiglio, a eccezione della RGT220A realizzata in frassino. La tastiera è, nella maggior parte dei modelli della serie, in palissandro.
I pick-up sono disposti secondo lo schema H-S-H (humbucker - single coil - humbucker) oppure H-H (humbucker - humbucker). Sono disponibili pick-up prodotti sia in Giappone sia negli Stati Uniti d'America, alcuni pick-up nella serie RG sono: Infinity, Powersound, Seymour Duncan, DiMarzio, Acis, LoZ o EMG. Tutte le chitarre di questa serie hanno un ponte tremolo, tranne per le serie RG Fixed e RGA Prestige, che montano ponti fissi. I ponti tremolo della Ibanez (Lo-Pro Edge, Double Edge, Edge Pro, Double Edge Pro, Edge Pro-II, Ibanez ZR, Ibanez Edge-III, Ibanez ZR2, Ibanez SynchroniZR, Ibanez EdgeZero) sono su licenza Floyd Rose e sono derivati da esso.
Della serie RG sono state realizzate chitarre a sette o a otto corde.

## Serie derivate
Dalla RG sono derivate altre serie di chitarre:

### RG Prestige
La RG Prestige si contraddistingue per la maggiore qualità rispetto a tutte le chitarre della serie da cui deriva. La RG Prestige fu introdotta nel 2003, e negli anni successivi uscirono le varianti RGA, RGT e RGD.
La serie Prestige non ha niente a che vedere con le Prestige degli anni dal 1996 al 2002. Questi erano modelli in produzione limitata, contraddistinti da scelte di legni, pick-up e finiture particolari, e curati a mano singolarmente.

#### RGA e RGT
La RGA con il top bombato ("A" sta per archtop = top arcuato) e ponte fisso, e la RGT con costruzione neck-thru ("T" sta per neck through body = manico attraverso il corpo).

#### RGD
Nel 2010 viene introdotta una nuova variante, la RGD con manico a scala lunga, per poter ribassare l'accordatura pur mantenendo le corde entro una certa tensione ("D" sta per drop tuning = accordatura ribassata).

#### Struttura
La maggiore qualità di questa serie rispetto alla normale RG riguarda alcuni dettagli e accorgimenti che la rendono una delle chitarre più robuste e affidabili in commercio. Questi moderni metodi costruttivi distinguono le RG dal 1987 al 2002 da quelle nate nel 2003, contraddistinte appunto dall'appellativo "Prestige", e riguardano soprattutto il manico Wizard sottile, costruito in 5 pezzi longitudinali di acero e noce disposti a fibre contrapposte e che proseguono fino alla fine della paletta. Contrariamente, fino al 2002, il manico della RG era formato da un pezzo unico di acero che si interrompeva all'altezza del primo tasto, per proseguire con un altro pezzo incollato che formava la paletta. Intorno al 1993-1994 il pezzo unico di acero del Wizard viene rinforzato con una striscia di noce o bubinga, e nasce il Super Wizard, che ne mantiene comunque le misure. Altro miglioramento è il rinforzo dell'attacco tra manico e paletta, zona che prima del 2003 a volte poteva creare problemi di rotture precoci, a causa della sua estrema sottigliezza. Tutto ciò unito al fatto che ora questo punto critico, oltre a venire rinforzato, non viene più attraversato dai due canali per le viti di fissaggio del capotasto, che un tempo indebolivano ulteriormente il legno. Infine l'altissima precisione con cui vengono livellati i tasti, la quale permette di ottenere un'altezza delle corde (action) bassissima senza "frustamenti" e ronzii indesiderati. Inoltre ogni tasto viene perfettamente smussato alle estremità per evitare fastidi alla mano.

#### Hardware
La nascita della serie Prestige vede anche l'avvento del nuovo ponte Edge-Pro, che sostituisce i due predecessori Edge e LoPro Edge. il ponte Edge-Pro nasce per evitare a Ibanez le royalty a Floyd Rose per il suo brevetto. Nel 2008 nasce un altro nuovo ponte, l'Edge Zero, versione a lame basculanti del ponte ZR a cuscinetti a sfera. Tuttavia, dal 2010, Ibanez cessa la produzione del ponte Edge-Pro, e lo sostituisce con il ponte Edge, tornato disponibile sui modelli Signature. Anche il ponte LoPro Edge torna disponibile sui modelli signature a 7 corde.

### RG Premium
La serie RG Premium è stata lanciata nel 2011, i materiali usati sono di prima qualità. La produzione è situata in Indonesia

### RG Fixed
Le chitarre RG con ponti fissi furono prodotte in risposta ai vari artisti che cercavano una RG senza ponte tremolo.
La serie RG Fixed è fondamentalmente la serie RG ma con ponti fissi al posto dei ponti tremolo. I corpi delle chitarre di questa serie sono di mogano o tiglio. I pick-up disponibili sono due humbucker e un selettore a 5 oppure 3 posizioni, a seconda del modello.

### RG Tremolo

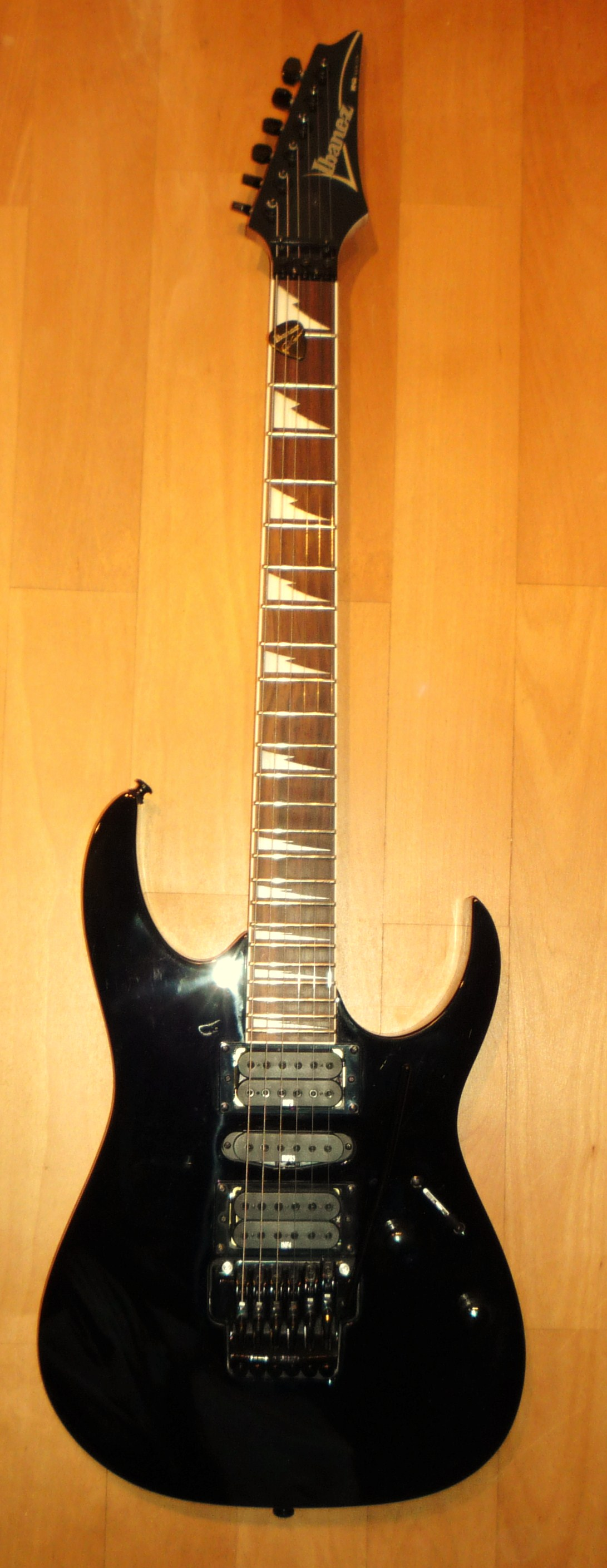
Ibanez RG370DX

La RG Tremolo presenta il ponte tremolo di tipo Edge, su licenza Floyd Rose. Di base la RG è una chitarra bolt-on, ma esistono anche versioni neck-thru conosciute come RGT ("T" sta per thru).
La prima chitarra di questa serie è stata la RG550 nel 1987 come versione derivata dalla Ibanez JEM. La RG Tremolo è al di sotto della RG Prestige come qualità.
Artisti famosi che usano queste chitarre sono: Terry Balsamo (Evanescence) e Dexter Holland (The Offspring).

## Modelli

### RG Tremolo
- RG320EX
- RG320FM
- RG320DX
- RG350DX
- RG350EX
- RG350MDX
- RG350WH
- RG370DX
- RG370DXL
- RG350M

#### RGT Tremolo
- RGT42DX
- RGT42DXFM

### RG Prestige
- RG1520G
- RG1527
- RG1550
- RG1570
- RG1570L
- RG1620XGK
- RG1820X
- RG2550z
- RG2570E
- RG2610E
- RG2620
- RG2620E
- RG3120F
- RG2228
- RG550XX

### RGT Prestige
- RGT320Q
- RGT220A
- RGT220H

### RGA Prestige
- RGA121
- RGA321F
- RGA220Z
- RGA427Z
- RGA420Z
- RGA7

### RG550XX 20th Anniversary
Nel 2007 la Ibanez celebra il 20º anniversario della RG (1987-2007) introducendo una serie limitata della RG550 originale esattamente come era nel 1987, riproponendola nei tre colori originali: DY (Desert Sun Yellow, giallo fluo), RF (Road Flare red, rosso fluo), e BK (Black, nero).
La RG20th Anniversary mette insieme l'aspetto originale con la tecnica costruttiva delle RG Prestige. Sotto un aspetto in tutto e per tutto identico a quella che era la RG di allora, si nascondono i dettagli e gli accorgimenti delle moderne Prestige, ovvero, manico più robusto e scorrevole, attacco manico-paletta rinforzato e tastiera perfettamente livellata. Al contrario delle Prestige la RG20th mantiene il ponte Edge originale. La RG20th viene offerta con custodia rigida del colore della chitarra.
Ibanez ha annunciato la RG550XX al Winter NAMM Show del 2007, e ne ha prodotte solo 1987, in omaggio all'anno di nascita della RG.

### RG 25TH
Modello presentato nel 2012 per il 25º anniversario della RG.
Corpo in tiglio americano, ponte tremolo Edge Zero II, disponibile nei colori giallo o rosa fluorescente con corde dello stesso colore allo strumento.